# 巴特迪伦贝格
巴特迪伦贝格是德国萨克森-安哈尔特州的一个市镇。总面积36.15平方公里，总人口12298人，其中男性6083人，女性6215人（2011年12月31日），人口密度340人/平方公里。